# Petungsinarang
Petungsinarang is een bestuurslaag in het regentschap Pacitan van de provincie Oost-Java, Indonesië. Petungsinarang telt 5760 inwoners (volkstelling 2010).